# Arne Lyth
Arne Hjalmar Lyth, född 11 mars 1905 i Stockholm, död 15 februari 1996, var en svensk bankdirektör.

## Biografi
Lyth var son till kyrkoherde Hjalmar Lyth och Signe Agrell, syster till Sigurd Agrell. Han tog juris kandidatexamen i Uppsala 1929 och genomförde tingstjänstgöring i Luleå domsaga 1931-1933. Lyth var ledamot av Svenska advokatsamfundet 1934-1939, bankjurist vid Wermlands enskilda bank 1939-1949 och chefsjurist vid Göteborgs bank från 1949.
Han var ledamot av Svenska bankföreningens juristkommission från 1943 och var medlem av Samfundet SHT. Lyth skrev diverse uppsatser i juridisk fackpress.
Lyth gifte sig 1934 med Reidunn von Hirsch (1908-1978), dotter till godsägare Einar von Hirsch och Elise Kjos-Hanssen. Han var far till Einar (född 1936), Harald (född 1937), Göran (född 1940) och Ragnar (född 1944). Lyth avled 1996 och gravsattes på Lidingö kyrkogård.